# Théo Verbeeck
Theophilus Verbeeck (Berchem , 17 juli 1889 - Antwerpen, 2 augustus 1951) was een Belgisch voetballer, beheerder en voetbalclubvoorzitter. Hij was vooral bekend als voorzitter van de Belgische voetbalclub RSC Anderlecht (1911-1951). Theo is de oudere broer van Oscar Verbeeck en werd geboren als Theophilus Smeyers, de naam van de moeder, maar na een jaar toen de ouders trouwden verkreeg hij de naam Verbeeck.

## Levensloop
Verbeeck richtte mee US Anderlechtoise op en verhuisde een jaar later naar Athletic and Running Club de Bruxelles en op 25 augustus 1907 trok hij naar Daring Brussel. Hij speelde op de linkerflank drie seizoenen lang. In 1910 ging hij naar RSC Anderlecht en zou er drie jaar later op 23-jarige leeftijd ook voorzitter en beheerder worden. De club waar hij veertig jaar voorzitter van zou worden.
In het seizoen 1912-1913 dwong Anderlecht onder impuls van Verbeeck, promotie af naar de nationale afdelingen en later (16 april 1921) naar de hoogste Belgische voetbalafdeling. Door al dat succes was de club aan uitbreiding toe. Hij was het die de club deed verhuizen naar het Astridpark.Théo speelde in totaal 12 wedstrijden op het hoogste vlak.

## Kwaliteiten
De grootste kwaliteit van Verbeeck was ongetwijfeld dat hij mensen vond die konden bijdragen tot de spraakmakende ontwikkeling van de club. Zo legde hij op alle vlakken de basis voor de latere successen van RSC Anderlecht. Verbeeck brak in 1942 een lans voor de komst van Jef Mermans, met wie 'paars-wit' definitief de weg naar de top zou inslaan. Door 125.000 fr. te betalen voor de transfer van Jef Mermans, werden alle sportieve en financiële krantenkoppen gehaald.
In 1943 benoemde hij Albert Roosens, net als hijzelf een oud-speler, tot zijn adjunct en nog drie jaar later nodigde hij administratief secretaris Eugène Steppé uit om samen met Roosens een vooruitstrevende voetbalbestuursduo te vormen.

## Overlijden
Verbeeck overleed op 62-jarige leeftijd in de zomer van 1951, net nadat de Franse trainer Perino zijn club voor de eerste keer naar de landstitel had geleid. De Théo Verbeeck Laan of de straat van het huidige Lotto Park draagt voor eeuwig hulde aan deze Anderlecht pionier. Albert Roosens volgde Verbeeck als voorzitter op.